# سيل هاريس
سيل هاريس (بالإنجليزية: Seal Harris)‏ مواليد 20 يناير 1906 - تاريخ الوفاة مجهول، هو ملاكم محترف أمريكي سابق صنّف ضمن فئة الوزن الثقيل.

## إحصائيات
خاض خلال مسيرته 53 نزالا، فاز في 22 وتعادل في 5 وخسر في 18. فاز بالضربة القاضية في 8 نزالات.

## روابط خارجية
- سيل هاريس على موقع بوكس ريك (الإنجليزية) (registration required)